# フローレンス・ピットマン
フローレンス・ピットマン（Florence R. Pitman、1854年 - 1930年）は、アメリカ人宣教師、教育者。米国聖公会の宣教師として日本に派遣され、立教女学校（現・立教女学院）の主任・校長を務めるとともに、女子英学塾（のちの津田塾大学）を創設した津田梅子とも交流し、日本の女子教育の発展に多大な貢献をした。ジェームズ・マクドナルド・ガーディナーの妻。

## 人物・経歴
1877年（明治10年）5月11日、バージニア州シャーロッツビルのミス・フローレンス・ピットマンが米国聖公会の宣教師に任命される。同年、日本へ派遣され、11月に東京に到着。

来日したばかりミス・フローレンスは、1877年（明治10年）6月に湯島天神町（現在の文京区湯島2・3丁目）にあったブランシェ（Clement T. Blanchet）夫妻の仮住居で始められた生徒わずか6名の私塾として開始した立教女学校（現・立教女学院）で働いた。
女学校の初代校長であったブランシェ夫人（Annie M. Blanchet）の働きをミス・フローレンスが支えたが、来日当時23歳であった。
立教女学校は生徒数が15名となり、第2代目校長を務める。ピットマンは来日以来、熱心に日本語を習って、生徒に英語を教えた。学校創設当初、設置場所が居留地外であったので、外国人教師は校主、若山儀一に雇用されるという形をとっていた。
立教女学校は翌1878年（明治11年）には神田川を渡った神田駿河台東紅梅町（現神田淡路町）のブランシェ夫妻の新居に移り、ピットマンも同居した。
1879年（明治12年）になると、大阪で同じく米国聖公会のミス・エレン・ガードルード・エディが運営する照暗女学校（のちの平安女学院）が、平均して約25人の生徒が通うという、勇気づけられる進歩を遂げ、ブランシェ夫人とピットマンは、立教女学校を同じように成功させるために精力的に働いた。同1879年（明治12年）12月には、立教女学校は、生徒数が21名に増えたことから、隅田川に近い築地（京橋南小田原町「現中央区築地7丁目」）へ移っている。1880年（明治13年）1月に小宮珠子が舎監兼教員となる。
1881年（明治14年）にピットマンは日光で立教学校の校長として築地の校舎などを設計したジェームズ・ガーディナーと婚約した。同1881年（明治14年）10月11日、米国聖公会外国委員会は、ノースカロライナ州ルイストン（Lewiston）のミス・サラ・リディック（Sarah L. Riddick）を宣教師として任命し、立教女学校でピットマンのアシスタントをするために日本に派遣することを決めた。任命は12月13日に理事会によって承認され、翌年の3月にミス・リディックは日本に向けて出航した。
1882年（明治15年）5月16日には、ピットマンは東京・芝の聖アンデレ教会でJ・ガーディナーと結婚。（博物館明治村に、フローレンスが着用したウェディングドレスが現存する。）同年6月には、立教女学校の全責任はガーディナー夫妻の手に委ねられ、ガーディナー夫妻が住む築地居留地26番の住居の2部屋が女学校の教室として使用されることになったが、ピットマンは立教女学校のほぼ最初から学校運営に携わってきたのだった。
1883年（明治16年）2月2日には、アメリカから学校を卒業したばかりの米国聖公会宣教師のエマ・フルベッキ（グイド・フルベッキの二女）が来日し、20歳になったその年の春から立教女学校で英語と音楽を教え、6月からは立教学校で英語を教えている。この年、立教女学校の生徒数は35名となった。そのため、50人の生徒を収容できる新校舎の建設が進められた。

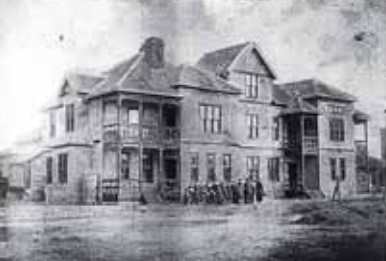
立教女学校校舎
（築地居留地26番）

1884年（明治17年）3月には夫であるJ・ガーディナーの設計で、立教女学校は築地居留地内26番に念願の新校舎が完成し、生徒数24名で開校した。校舎は洋風三階建ての美しい建物で、居留地内でも評判の建物であったといわれている。階上の10畳12畳の5室は寄宿にあて、階下はすべて教室にした。以前の古校舎の荒廃を欺き悲しんでいたミス・サラ・リディクは新校舎が竣工して、“美しい、すばらしい成功”と本部に最大の讃辞を送っている。立教女学校は、新校舎とともに校則教則も整えられ、ミス・サラ・リデックが校長となる。1887年（明治20年）には、立教女学校の生徒数は57名となった。
J・ガーディナーは日本で初めて紙巻き煙草を製造し財をなした村井吉兵衛の邸宅や京都別邸などを設計している。村井吉兵衛邸は三番町（現・九段北）、義弟・村井貞之助邸は上六番町（現・三番町）にあり、五番町、後に土手三番町（現・五番町）のガーディナー邸からすぐ近くで、両家の娘はガーディナー家に寄宿して英語、料理、西洋式マナーや社交術を学ぶなど、家族ぐるみの親交は晩年まで続いた。
当時、ミセス・フローレンスの教えを受けることが華族や富豪の間で評判となり、村井家だけでなく良家の子女が多くガーディナー家に出入りしたと伝えられる。
また、ガーディナー邸の近くには、津田梅子が創設した女子英学塾（のちの津田塾大学）があり、ガーディナー夫妻は講師を務め、後まで交流が続き、ミセス・フローレンスは親友となった津田梅子に影響を与えた。